# 아푀 아왕직메

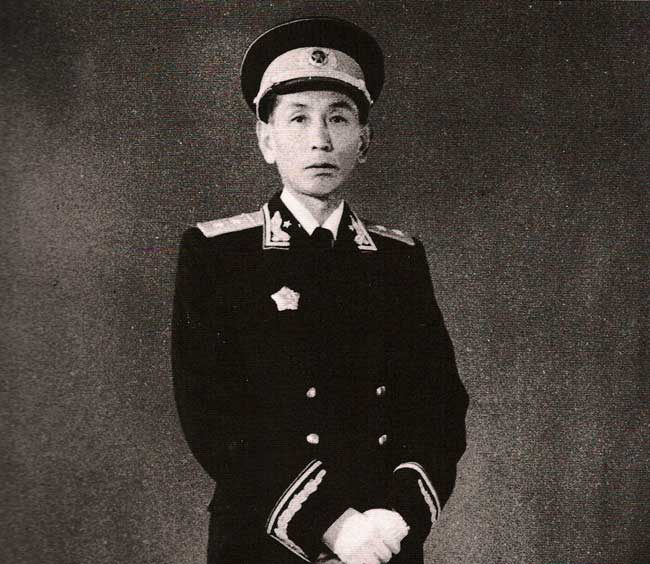
아푀 아왕직메

응아푀 응와왕 직메(티베트어: ང་ཕོད་ངག་དབང་འཇིགས་མེད་ /ŋɑ̀pø̂ː ŋɑ̀wɑŋ t͡ɕíʔmi/, 중국어: 阿沛阿旺晋美, 병음: Āpèi Āwàng Jìnměi 아페이아왕진메이[*], 1910년 2월 1일 청나라 티베트 지방 라싸 ~ 2009년 12월 23일 중화인민공화국 베이징)는 중화인민공화국의 티베트계 정치인, 군인이다.

## 생애
청나라 티베트 지방의 라싸에서 몽골계 티베트인 귀족 가문인 호르캉 가의 아들로 태어났다. 1932년 영국 유학을 마치고 티베트군에 입대했고 1935년에는 아푀 체텐 죌까르(ང་ཕོད་ཚེ་བརྟན་སྒྲོལ་དཀར་)와 결혼했다. 1936년에는 티베트군의 창두(昌都) 사령관으로 임명되었다.
1950년 10월 중화인민공화국과 티베트 사이에서 일어난 창두 전투에서 티베트군 진영에 참전하여 전투에 나섰지만 패전하고 만다. 1951년 5월 베이징에서 중화인민공화국과 티베트 사이에 체결된 십칠조협의 서명식에서 티베트 대표로 서명했다. 1952년부터 1959년까지 중국 인민해방군의 티베트 군구 부사령관을 역임했고 1959년 제14대 달라이 라마가 인도로 망명한 뒤에도 중화인민공화국에 남았다.
1964년부터 1993년까지 전국인민대표대회 상무위원회 부위원장을 역임했으며 티베트 자치구 인민위원회 주석, 티베트 자치구 혁명위원회 부주임, 전국인민대표대회 민족위원회 위원, 티베트 자치구 인민대표 상임위원회 주임, 티베트 자치구 인민정부 주석을 역임했다. 1993년 3월부터 2009년 12월까지 중국인민정치협상회의 전국위원회 부주석을 역임했다.

## 주요 경력
- 1964년 ~ 1993년: 전국인민대표대회 상무위원회 부위원장 역임
- 1965년 ~ 1979년: 티베트 자치구 인민위원회 주석, 티베트 자치구 혁명위원회 부주임 역임
- 1979년 ~ 1981년: 티베트 자치구 인민대표 상임위원회 주임 역임
- 1979년 ~ 1993년: 전국인민대표대회 민족위원회 위원 역임
- 1981년 ~ 1983년: 티베트 자치구 인민정부 주석 역임
- 1983년 ~ 1993년: 티베트 자치구 인민대표 상임위원회 주임 역임
- 1993년 3월 ~ 2009년 12월: 중국인민정치협상회의 전국위원회 부주석 역임

## 사진

1951년 베이징 평화 회담에서 티베트 대표로 참석한 아페 아왕직메(오른쪽)가 마오쩌둥(왼쪽)에게 카타(티베트어: ཁ་བཏགས་)를 헌납하는 모습
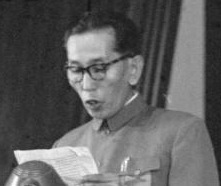
제1차 전국인민대표대회 회의에 참석한 응아푀 응아왕 직메